# NGC 366
NGC 366 (również OCL 316) – gromada otwarta znajdująca się w gwiazdozbiorze Kasjopei. Odkrył ją John Herschel 27 października 1829 roku. Jest położona w odległości ok. 5,8 tys. lat świetlnych od Słońca.